# Hemibrycon divisorensis
Hemibrycon divisorensis är en fiskart som beskrevs av Bertaco, Malabarba, Hidalgo och Ortega 2007. Hemibrycon divisorensis ingår i släktet Hemibrycon och familjen Characidae. Inga underarter finns listade i Catalogue of Life.